# San Antonio de Jarillas
San Antonio de Jarillas är en ort i Mexiko.   Den ligger i kommunen Pinos och delstaten Zacatecas, i den centrala delen av landet, 400 km nordväst om huvudstaden Mexico City. San Antonio de Jarillas ligger 2 200 meter över havet och antalet invånare är 117.
Terrängen runt San Antonio de Jarillas är huvudsakligen platt, men åt nordost är den kuperad. Runt San Antonio de Jarillas är det ganska glesbefolkat, med 21 invånare per kvadratkilometer. Närmaste större samhälle är Pinos, 16,8 km norr om San Antonio de Jarillas. Omgivningarna runt San Antonio de Jarillas är i huvudsak ett öppet busklandskap.